# Возле угасающего огня
«Возле угасающего огня» (англ. Beside the Dying Fire) — тринадцатый и финальный эпизод второго сезона американского постапокалиптического телесериала «Ходячие мертвецы», который транслировался на AMC 18 марта 2012 года. Сценарий эпизода был написан автором комикса и сериала Робертом Киркманом и шоураннером сериала — Гленом Маззара и был срежиссирован Эрнестом Дикерсоном. Основной сюжетной линией в эпизоде стало нашествие на ферму Хершеля большого количества ходячих, что привело группу выживших к необходимости покинуть её. Между тем Андреа (Лори Холден) в процессе борьбы с ходячими, которые напали на ферму, отделяется от группы. Этот эпизод стал первым, в котором появляется Мишонн (Данай Гурира), одна из самых известных персонажей комикса.
Beside the Dying Fire получил единогласную похвалу от телевизионных критиков, которые хвалили изменения персонажей и прогресс сюжетных линий, а также достиг успеха в телевизионных рейтингах. Эпизод привлёк к экранам 9 миллионов американских зрителей и получил демо-рейтинг 4,7 в демографической категории 18-49. Эпизод поставил рейтинговый рекорд, став самой просматриваемой программой со сценарием за всю историю кабельного телевидения, место которого ранее принадлежало эпизоду Nebraska.

## Сюжет
Ходячие мертвецы начинают постепенно мигрировать из крупных городов в сельские местности, одна из таких групп добирается до леса, где неподалёку находится ферма Хершеля. Стадо ходячих слышит выстрел огнестрельного оружия во время того, как Рик убивает Шейна, и направляется на звук.
Рик Граймс (Эндрю Линкольн) и его сын Карл (Чендлер Риггз) возвращаются на ферму. Карл спрашивает отца о смерти Шейна Уолша (Джон Бернтал), но когда Рик собирается сказать ему, что же на самом деле произошло, он замечает массу ходячих, которые приближаются к ним. Рик с сыном бегут в сарай рядом с фермой и решают устроить в нём пожар, чтобы на него сбежались ходячие. Дэрил Диксон (Норман Ридус) и Гленн (Стивен Ён) сообщают группе о смерти Рэндалла в лесу и о том, что он стал ходячим, несмотря на то, что не был укушен. Лори Граймс (Сара Уэйн Кэллис), видя, что Рик и Шейн не вернулись с поисков, просит Дэрила пойти и найти их, однако в тот же момент видит направляющихся к ферме ходячих.
Группа с Хершелем (Скотт Уилсон) во главе считает, что они смогут справиться с ходячими, и решает убить их как можно больше. Джимми (Джеймс Аллен Маккан) видит, как со второго этажа горящего сарая пытаются выбраться Рик и Карл. Джимми подъезжает к сараю, чтобы им помочь, однако становится жертвой ходячих. Андреа (Лори Холден) и Ти-Дог (Айрон Синглтон) понимают, что их план не работает, решают, что необходимо покинуть ферму. Лори и другие женщины бегут в дом, чтобы собрать вещи, однако Хершель продолжает в одиночку защищать свой дом. Патрицию (Джейн Макнейл) убивают ходячие, из-за чего Кэрол (Мелисса Макбрайд) приходится бежать в другую сторону от машины, спасаясь от толпы ходячих. Лори и Бет Грин (Эмили Кинни) подбирает на своём автомобиле Ти-Дог, а Андреа тем временем в одиночку спасает Кэрол, которая бежит за пределы фермы, где её подбирает Дэрил. Андреа в процессе борьбы с ходячими падает, из-за чего группа думает, что она мертва. Рик бежит с Карлом к Хершелю, убеждая его, что пора отступить, и они все вместе уезжают с фермы. Тем временем Гленн и Мэгги Грин (Лорен Коэн) также уезжают с захваченной ходячими фермы, а Андреа, единственная оставшаяся в живых, подбирает сумку с оружием и бежит в лес, спасаясь от стада ходячих, направляющихся за ней.
В лесу, Андреа успешно отстреливается от ходячих, пока у неё не кончаются патроны. Измождённая и безоружная, она продолжает убивать их подручными способами, пока её не спасает таинственная фигура в капюшоне, которая владеет катаной и держит на привязи двух безруких мертвецов.
Оставшиеся в живых члены группы собираются на дороге, откуда начался сюжет второго сезона и сообщают о жертвах: Шейн, Патриция, Джимми — все погибли; Андреа, убежавшая в лес, скорее всего, тоже мертва. Они решают отправиться в путь, избегая главных дорог, и едут, пока у них не заканчивается бензин. Они останавливаются посреди дороги и Дэрил спрашивает у Рика, почему Рэндалл стал ходячим, хотя не был укушен, и Рик внезапно говорит, что доктор Эдвин Дженнер (Ноа Эммерих) сказал ему в Центре по контролю и профилактике заболеваний, что все люди являются носителями вируса и после смерти превратятся в ходячих. После этого группа начинает с недоверием относиться к Рику. Он рассказывает Лори о том, что он убил Шейна в лесу и та отстраняется от него. В группе происходит разлад, в ходе которого Рик заявляет всем, что он ради общего спокойствия убил Шейна и теперь все, кто хочет остаться, будут следовать его приказам как самопровозглашённого лидера группы. На финальных кадрах серии показывают здание заброшенной тюрьмы.

## Производство

### Съёмка
Сценарий эпизода был написан автором одноимённого комикса Робертом Киркманом и шоураннером сериала — Гленом Маззара и был срежиссирован Эрнестом Дикерсоном. Маззара сказан в одном из интервью журналистам: «Мы гордимся нашим финалом, мы долго над ним работали и нам не терпится показать его вам […] Будет много крови, люди думали, что на ферме они в безопасности, но они ошибались. […] Также вы узнаете ответы о природе вируса в финале. […] я гарантирую, что люди будут смотреть финал сезона и захотят знать, что же будет дальше. У зрителей возникнет много вопросов после его просмотра, в хорошем смысле». Съёмочный процесс продолжался восемь дней.
В эпизоде Beside the Dying Fire были убиты Патриция и Джимми, появившиеся в большей части сезона. Также в первоначальном варианте сценария планировалось, что Хершель также будет убит, а также Шейн Уолш и Рэндалл, которые были убиты в предыдущем эпизоде. Киркман чувствовал, что у истории Хершеля есть большой потенциал на будущее и сценарий был изменён.

## Телерейтинги
Трансляцию эпизода 18 марта 2012 года наблюдало 9 миллионов зрителей и бытовой рейтинг составил 5,8 по данным Рейтингов Нильсена, что стало самым высоким показателем в истории сериала и кабельного телевидения в США. В желанной для рекламодателей и телеканалов демографической категории 18-49 демо-рейтинг составил 4,7, что равняется 6 миллионам зрителей в данной возрастной группе, 3,2 млн в возрасте 18-34 и 5 млн в 25-54. Beside the Dying Fire побил рейтинговый рекорд, ранее принадлежавший реалити-шоу MTV — Jersey Shore, в январе 2011 года которое привлекло 8,45 млн и демо-рейтинг 4,2 в категории 18-49.